# Rossz vér (Odaát)
A Rossz vér (Born Under A Bad Sign) az Odaát című televíziós sorozat második évadjának tizennegyedik epizódja.

## Cselekmény
Dean már napok óta keresi eltűnt öccsét, míg egy nap telefonhívást kap tőle, hogy egy szállodában van. Mikor Dean odasiet, megpillantja Samet, amint csupa vér a keze és a ruhája, és állítása szerint nem emlékszik, mi történt vele az elmúlt egy hét alatt.
Egy nála lévő kulcs alapján találnak egy garázsban álló autót, azon belül pedig egy véres kést és egy benzinkúti számlát. A fiúk a számlán lévő név alapján meglátogatják a benzinkutat, ahol az eladó beijed Sametől, majd a rendőrséget akarja hívni. Dean meggyőzi, hogy ne tegye, majd miután kiküldte öccsét, megtudja, hogy az a múlt nap bejött ide, leütötte az eladót, majd cigarettával és italokkal távozott.
Sam nem érti, mi történt vele, ám mialatt kocsikáznak, a fiú közli bátyjával, -nem tudja, miért- hogy érzése szerint egy mellékútra kell bekanyarodni. Ezt követve egy házhoz érnek, melybe betérve egy holttestet találnak, méghozzá egy démonvadászét. A ház biztonsági felvételeit megvizsgálva megbizonyosodnak, hogy a férfit Sam ölte meg az autóban talált késsel.
Miután eltüntették a nyomokat az épületben, visszatérnek a motelhez, ahol megszálltak, itt Sam elárulja bátyjának, hogy hetek óta rengeteg agressziót és dühöt érez magában, majd meglepő dologra kéri meg: mivel apjuk már korábban is beszélt róla, hogy egy az Azazel által kiválasztottak közül, eljött az idő, hogy Dean megölje.
Mikor azonban a fiú ellenkezik, Sam leüti, és elhagyja a szobát. Deant később felébreszti a tulaj, majd miután "némi" pénzt adott neki, annak számítógépe segítségével beméri öccse telefonját, így megtudja, hogy Duluth városába ment, ahová Jo is költözött, miután összeveszett anyjával.
Dean gyorsan Jo munkahelyére, egy kocsmába siet, ahol öccse éppen fogva tartja a lányt. Sam megfenyegeti bátyját, hogy ölje meg, vagy ő öli meg Jo-t, Dean azonban ehelyett szentelt vizet önt a fiúra, és annak fájdalma alapján kiderül, hogy Samet megszállta egy démon.
Dean üldözni kezdi menekülő öccsét, mialatt az elmondja, hogy Sam eltűnése óta már a fiúban van, és hogy eddig azért nem ölte meg Deant, hogy szórakozzon egy kicsit. A hajsza egy kikötőben ér véget, ahol Sammy a vízbe lövi testvérét.
A fiú azonban nem hal meg, később a karját ért sérülést Jo látja el. Dean azt gondolja, hogy öccse a legközelebbi vadászhoz, Bobby-hoz tart, hogy megölje, így ő is oda indul, előtte azonban lebeszéli Jo-t, arról hogy ő is vele tartson.
Dean hiába hívja Bobby-t, nem válaszol, ennek ellenére a férfi jól van, ráadásul egy kis szentelt vízzel Samet is elfogta. Miután Dean is megérkezik, elkezdik kiűzni a gonoszt, ám a démonra ez nem hat, ugyanis a "kötés" jelével bezárta magát Sammy testébe, ráadásul az ördögcsapda ellenére sem veszítette el démoni képességét.
A lény ártalmatlanná teszi a két vadászt, majd mialatt veri Deant, elmondja neki: ő ugyanaz a démon, ami egykor Meget is megszállta, most pedig kijutott a Pokolból, hogy bosszút álljon azokon, akik valaha oda küldték.
Váratlanul Bobby feltápászkodik a földről, és egy izzó vassal kiégeti Sam kezéről a "Kötés" jelét, így a démon kénytelen elhagyni a fiú testét, és visszatérni a Pokolba. A történtek után Bobby két amulettet ajándékoz a fiúknak, amik megvédik őket a megszállástól, majd pedig útra indítja őket, ugyanis a korábban megtalált halott vadász barátai nyomozni kezdtek annak gyilkosa után.
A fivérek így elbúcsúznak Bobby-tól, majd tovább indulnak az Impalával, Dean pedig viccesen megjegyzi, hogy micsoda szégyen öccsének, hogy napokig "egy nő volt benne"…

## Természetfeletti lények

### Démon
A démonokat a folklórban, mitológiában és a vallásban egyaránt olyan természetfeletti lényként, gonosz szellemként írják le, melyeket meg lehet idézni, és irányítani is lehet. Közeledtüket általában elektromos zavarok jelzik, maguk mögött pedig ként hagynak.

## Időpontok és helyszínek
- 2007. ?

– Twin Lakes, Wisconsin
– Otter Creek, Iowa
– Duluth, Minnesota
– Sioux Falls, Dél-Dakota

## Zenék
- Back on the Road Again – REO Speedwagon
- Crystal Ship – The Doors

## Külső hivatkozások
- Supernatural-Born Under A Bad Sign az Internet Movie Database oldalon (angolul)